# Thomas W. Cobb
Thomas Willis Cobb (* 1784 im Columbia County, Georgia; † 1. Februar 1830 in Greensboro, Georgia) war ein US-amerikanischer Politiker (Demokratisch-Republikanische Partei), der den Bundesstaat Georgia in beiden Kammern des Kongresses vertrat.
Nach Abschluss seiner Schulausbildung studierte Thomas Cobb Jura. Er wurde Mitglied der Anwaltskammer und begann in Lexington zu praktizieren. Später zog er nach Greensboro im Greene County.
Am 4. März 1817 wurde Cobb Abgeordneter im Repräsentantenhaus der Vereinigten Staaten. Nach vier Jahren Zugehörigkeit zum Kongress verfehlte er zunächst die Wiederwahl, kehrte dann aber am 4. März 1823 ins Parlament zurück. Er legte sein Mandat dort am 6. Dezember 1824 nieder, nachdem er zum US-Senator gewählt worden war. Im Senat trat er die Nachfolge des im Amt verstorbenen Nicholas Ware an und verblieb dort bis zu seinem eigenen Rücktritt im Jahr 1828. In der Folge war er Richter am Superior Court von Georgia, bis er im Februar 1830 starb.
Das Cobb County in Georgia wurde nach Thomas W. Cobb benannt.